# Загора (Рівненський район)
Заго́ра — село в Україні, у Здолбунівській міській громаді Рівненського району Рівненської області. Відповідно до Розпорядження Кабінету Міністрів України від 12 червня 2020 року № 722-р «Про визначення адміністративних центрів та затвердження територій територіальних громад Рівненської області» увійшло до складу Здолбунівської міської громади. Населення становить 94 осіб.

## Географія
Село розташоване на правому березі річки Швидівки.

## Населення
Згідно з переписом УРСР 1989 року чисельність наявного населення села становила 96 осіб, з яких 43 чоловіки та 53 жінки.
За переписом населення України 2001 року в селі мешкали 94 особи. 100 % населення вказало своєю рідною мовою українську мову.